# Moses Chunga
Moses Chunga (Salisbury, 17 oktober 1965) is een Zimbabwaans voormalig profvoetballer.
Chunga kwam uit als middenvelder. Hij speelde voor Dynamos Harare en voor Eendracht Aalst. Ook kwam hij uit voor het Zimbabwaans voetbalelftal. Na zijn spelerscarrière werd hij coach van Gunners FC.
Op 16 december 2012, voor de wedstrijd tegen Antwerp FC, werd Chunga door Eendracht Aalst gehuldigd. Hij werd met een staande ovatie door het publiek ontvangen.